# 副脆弱球菌属
副脆弱球菌属为醋杆菌科的一个属。该属的模式种为红色副脆弱球菌（Paracraurococcus ruber）。

## 下属物种
- 红色副脆弱球菌 Paracraurococcus ruber Saitoh et al. 1998